# Cuatro Palos, Oaxaca
Cuatro Palos är en ort i Mexiko.   Den ligger i kommunen Tamazulápam del Espíritu Santo och delstaten Oaxaca, i den sydöstra delen av landet, 400 km sydost om huvudstaden Mexico City. Cuatro Palos ligger 2 606 meter över havet och antalet invånare är 355.
Terrängen runt Cuatro Palos är bergig åt nordost, men åt sydväst är den kuperad. Cuatro Palos ligger uppe på en höjd. Runt Cuatro Palos är det ganska glesbefolkat, med 25 invånare per kvadratkilometer. Närmaste större samhälle är Tamazulápam del Espíritu Santo, 6,8 km väster om Cuatro Palos. I omgivningarna runt Cuatro Palos växer i huvudsak städsegrön lövskog.